# Вуд-Лейк (Міннесота)
Вуд-Лейк (англ. Wood Lake) — місто (англ. city) в США, в окрузі Єллоу-Медісін штату Міннесота. Населення — 381 особа (2020).

## Географія
Вуд-Лейк розташований за координатами 44°39′5″ пн. ш. 95°32′7″ зх. д. / 44.65139° пн. ш. 95.53528° зх. д. (44.651309, -95.535307).  За даними Бюро перепису населення США в 2010 році місто мало площу 2,09 км², уся площа — суходіл. В 2017 році площа становила 1,95 км², уся площа — суходіл.

## Демографія
Згідно з переписом 2010 року, у місті мешкало 439 осіб у 181 домогосподарстві у складі 118 родин. Густота населення становила 210 осіб/км².  Було 195 помешкань (93/км²).
Расовий склад населення:
| - 92,5 % — білих - 4,6 % — корінних американців - 1,6 % — осіб інших рас |

До двох чи більше рас належало 1,4 %. Частка іспаномовних становила 7,5 % від усіх жителів.
За віковим діапазоном населення розподілялося таким чином: 24,4 % — особи молодші 18 років, 62,2 % — особи у віці 18—64 років, 13,4 % — особи у віці 65 років та старші. Медіана віку мешканця становила 38,0 року. На 100 осіб жіночої статі у місті припадало 107,1 чоловіків;  на 100 жінок у віці від 18 років та старших — 97,6 чоловіків також старших 18 років.
Середній дохід на одне домашнє господарство  становив 52 649 доларів США (медіана — 45 357), а середній дохід на одну сім'ю — 64 450 доларів (медіана — 55 417). За межею бідності перебувало 14,5 % осіб, у тому числі 21,6 % дітей у віці до 18 років та 7,5 % осіб у віці 65 років та старших.
Цивільне працевлаштоване населення становило 212 особи. Основні галузі зайнятості: виробництво — 23,1 %, освіта, охорона здоров'я та соціальна допомога — 15,1 %, роздрібна торгівля — 12,7 %.